# Bauladu
Bauladu is een gemeente in de Italiaanse provincie Oristano (regio Sardinië) en telt 732 inwoners (31-12-2004). De oppervlakte bedraagt 24,2 km², de bevolkingsdichtheid is 30 inwoners per km².

## Demografie
Bauladu telt ongeveer 275 huishoudens. Het aantal inwoners steeg in de periode 1991-2001 met 0,3% volgens cijfers uit de tienjaarlijkse volkstellingen van ISTAT.
| Jaar | Inwoneraantal |
| ---- | ------------- |
| 1991 | 685           |
| 2001 | 687           |

## Geografie
De gemeente ligt op ongeveer 38 m boven zeeniveau.
Bauladu grenst aan de volgende gemeenten: Bonarcado, Milis, Paulilatino, Solarussa, Tramatza.
Abbasanta · Aidomaggiore · Albagiara · Ales · Allai · Arborea · Ardauli · Assolo · Asuni · Baradili · Baratili San Pietro · Baressa · Bauladu · Bidonì · Bonarcado · Boroneddu · Bosa · Busachi · Cabras · Cuglieri · Curcuris · Flussio · Fordongianus · Genoni · Ghilarza · Gonnoscodina · Gonnosnò · Gonnostramatza · Laconi · Magomadas · Marrubiu · Masullas · Milis · Modolo · Mogorella · Mogoro · Montresta · Morgongiori · Narbolia · Neoneli · Norbello · Nughedu Santa Vittoria · Nurachi · Nureci · Ollastra · Oristano · Palmas Arborea · Pau · Paulilatino · Pompu · Riola Sardo · Ruinas · Sagama · Samugheo · San Nicolò d'Arcidano · San Vero Milis · Santa Giusta · Santu Lussurgiu · Scano di Montiferro · Sedilo · Seneghe · Senis · Sennariolo · Siamaggiore · Siamanna · Siapiccia · Simala · Simaxis · Sini · Siris · Soddì · Solarussa · Sorradile · Suni · Tadasuni · Terralba · Tinnura · Tramatza · Tresnuraghes · Ula Tirso · Uras · Usellus · Villa Sant'Antonio · Villa Verde · Villanova Truschedu · Villaurbana · Zeddiani · Zerfaliu
1. ↑  https://demo.istat.it/?l=it.